# Centro Nacional de Contraterrorismo

El sello del NCTC

El Centro Nacional de Contraterrorismo (en inglés: National Counterterrorism Center, NCTC) es una agencia gubernamental de los Estados Unidos encargada de recopilar la información de más de una veintena de agencias federales para analizarla y prevenir posibles ataques terroristas contra los Estados Unidos.
El centro se creó tras las recomendaciones de la comisión encargada de la investigación de los atentados del 11 de septiembre de 2001, que llegó a la conclusión de que hubo información sobre un inminente ataque terrorista pero que no se analizó a tiempo. La creación del NCTC fue aprobada con la Orden Ejecutiva 13354 y el Acta de Reforma de Inteligencia y Prevención del Terrorismo en 2004.

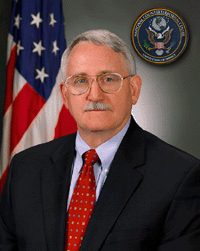
El vicealmirante John Redd

## Directores del NCTC
- John Brennan (2004-2005)
- John Redd (2005)
- Michael Leiter (2005-2011)
- Matthew G. Olsen (2011-2014)
- Nicholas Rasmussen (2014–2017)[1]
- Russell Travers (en funciones) (24 de diciembre de 2017-27 de diciembre de 2018)
- Joseph Maguire (27 de diciembre de 2018 – 15 de agosto de 2019)
- Russell Travers (en funciones) (16 de agosto de 2019 – 18 de marzo de 2020)
- Lora Shiao (en funciones) (abril de 2020 – 10 de agosto de 2020)
- Christopher C. Miller (10 de agosto de 2020 – 9 de noviembre de 2020)